# Ditshukudu
Ditshukudu is een dorp in het district Kweneng in Botswana. De plaats telt 184 inwoners (2011).